# イヴォン・ドゥイス
イヴォン・ドゥイス（Yvon Douis、1935年5月16日 - 2021年1月29日）は、フランス出身の元サッカー選手。ポジションはFW。弟のジャン＝フランソワも元サッカー選手である。

## 経歴
1953年にリールでキャリアをスタートさせ、リーグ・アンを1度、クープ・ドゥ・フランスを2度制覇した。その後、ル・アーヴルACを経てASモナコへと移籍。1962-63シーズンには再びリーグ・アンを優勝した。1967年にASカンヌへと移り、2年後に引退した。
フランス代表として20キャップ、4得点。1958 FIFAワールドカップへも出場し、西ドイツ代表との3位決定戦ではゴールを決めている。また、1960欧州選手権にも招集された。
引退後はニースでスポーツ用品店を営んでいた。2021年1月29日、新型コロナウイルス感染症（COVID-19）によりニースで死去。85歳没。

## 選手経歴
- 1953-1959 リール
- 1959-1961 ル・アーヴルAC
- 1961-1967 ASモナコ
- 1967-1969 ASカンヌ